# Cantón de las Carnicerías
El cantón de las Carnicerías es una vía pública de la ciudad española de Vitoria.

## Descripción
La vía se conoció en el pasado también como «calle de la Carnicería Vieja», entre otras variaciones del mismo nombre gremial, y adoptó el título de «cantón de las Carnicerías», que mantiene hasta la actualidad, el 12 de octubre de 1887, cuando se separó de la calle de la Correría. El cantón aparece descrito en la Guía de Vitoria (1901) de José Colá y Goiti con las siguientes palabras:

Cantón de las Carnicerías.—Nombre primitivo. Se le dió este título en 12 de octubre de 1887. Principia en la calle del Seminario y termina en la de las Cercas bajas.
(Colá y Goiti, 1901, p. 28)

En el cantón, que en la actualidad discurre desde la calle de Fray Zacarías Martínez hasta la de la Herrería ―con cruces con la de la Correría y la de la Zapatería―, estuvieron la Casa de Duchas y el matadero municipal.